# Axioma de construtibilidade
Na matemática, o Axioma de Construtibilidade é um possível axioma na teoria axiomática de conjuntos, que declara que todo conjunto é construtível. Esse axioma é geralmente escrito como "V = L", sendo V o universo de von Neumann e L o universo construível de Gödel.
O Axioma de Construtibilidade foi enunciado em 1938 por Kurt Gödel.

## Consequências
O Axioma de Construtibilidade resolve varias questões matemáticas que são independentes dateoria axiomática de conjuntos de Zermelo-Fraenkel.
O Axioma de Construtibilidade implica a teoria do axioma da escolha, a hipótese do continuo generalizada, a negação da hipótese de Suslin e a existência de um conjunto de números reais {\displaystyle \left(\Delta _{2}^{1}\right)} não mensurável.

## Aceitação
Apesar de o Axioma de Construtibilidade resolver as questões mencionadas acima, ele não é tipicamente aceito como axioma da teoria de conjuntos, como são aceitos os axiomas de ZFC. Ele é visto com sendo desnecessariamente restritivo, sobretudo por contradizer a existência de alguns grandes axiomas cardinais, como os cardinais compactos.